# Преображенский, Николай Алексеевич (священник)
Никола́й Алексе́евич Преображе́нский (1872, Москва — 1916, Москва) — священник Русской православной церкви, кандидат богословия, историк христианства.

## Биография
Родился в семье протодиакона храма Христа Спасителя. В 1887 г. окончил Синодальное училище Архивная копия от 27 июля 2014 на Wayback Machine, в 1893 г. Московскую духовную семинарию и в 1897 г. — Московскую Духовную Академию. В 1898—1908 гг. — диакон Успенской церкви русского посольства в Лондоне. В 1908—1916 гг. был священником церкви Василия Кесарийского на Тверской-Ямской улице в Москве. В 1911—1916 гг. преподавал английский язык в Московской Духовной Академии. Состоял также преподавателем английского языка в Московском археологическом институте, на Высших богословских женских курсах и в одной из московских гимназий. В 1916 г. он представлял в Москве рукопись «Очерки из истории введения и распространения христианства на Британских островах» для соискания учёной степени магистра богословия. Умер в Москве в 1916 г. и похоронен на кладбище московского Спасо-Андроникова монастыря.

## Основные сочинения
- Церковно-приходская школа в подмосковном селе Алексеевском // МЦВ. 1892. № 50.
- Современное англиканство. М., 1901.
- Из очерков современного англиканства // Богословский вестник. 1904. № 2; 1905. № 6; 1907. № 9, 10.
- Блаженная старица Ефросинья Христа ради юродивая. М., 1908.
- Из воспоминаний старицы Евфросинии, собеседницы преподобного Серафима Саровского, имеющей более ста лет от роду. М., 1909.
- Задачи пастыря-проповедника в большом городе. М., 1910.
- Английские и русские студенты-богословы // Саратовские епархиальные ведомости. 1914. № 11.
- В. Г. Фриер в Московской Духовной Академии // Таврический церковно-общественный вестник. 1914. № 14-15.